# 魏應召
魏應召（1485年—？年），字维翰，南直隶苏州府吴縣人，民籍。

## 生平
治《詩經》，行四，由國子生中式正德五年（1510年）庚午科應天府鄉試第一百六名舉人，年三十九歲中式嘉靖二年（1523年）癸未科會試第二百五十一名，第二甲第七十七名進士。历官刑部郎中，嘉靖八年七月审理张福、张柱案時，以擅出入人罪，命三法司及锦衣卫镇抚司逮问，都御史熊浃也因狥情曲护被革职，工科给事中陆粲、刘希简等人上疏申救，亦被下狱，应召后被发边卫充军。

## 家族
曾祖魏勤。祖父魏文盛。父魏志寧，推官。母袁氏。慈侍下。兄應夔、應龍、應周、弟應琦、應曾。